# Kamień z Kensington

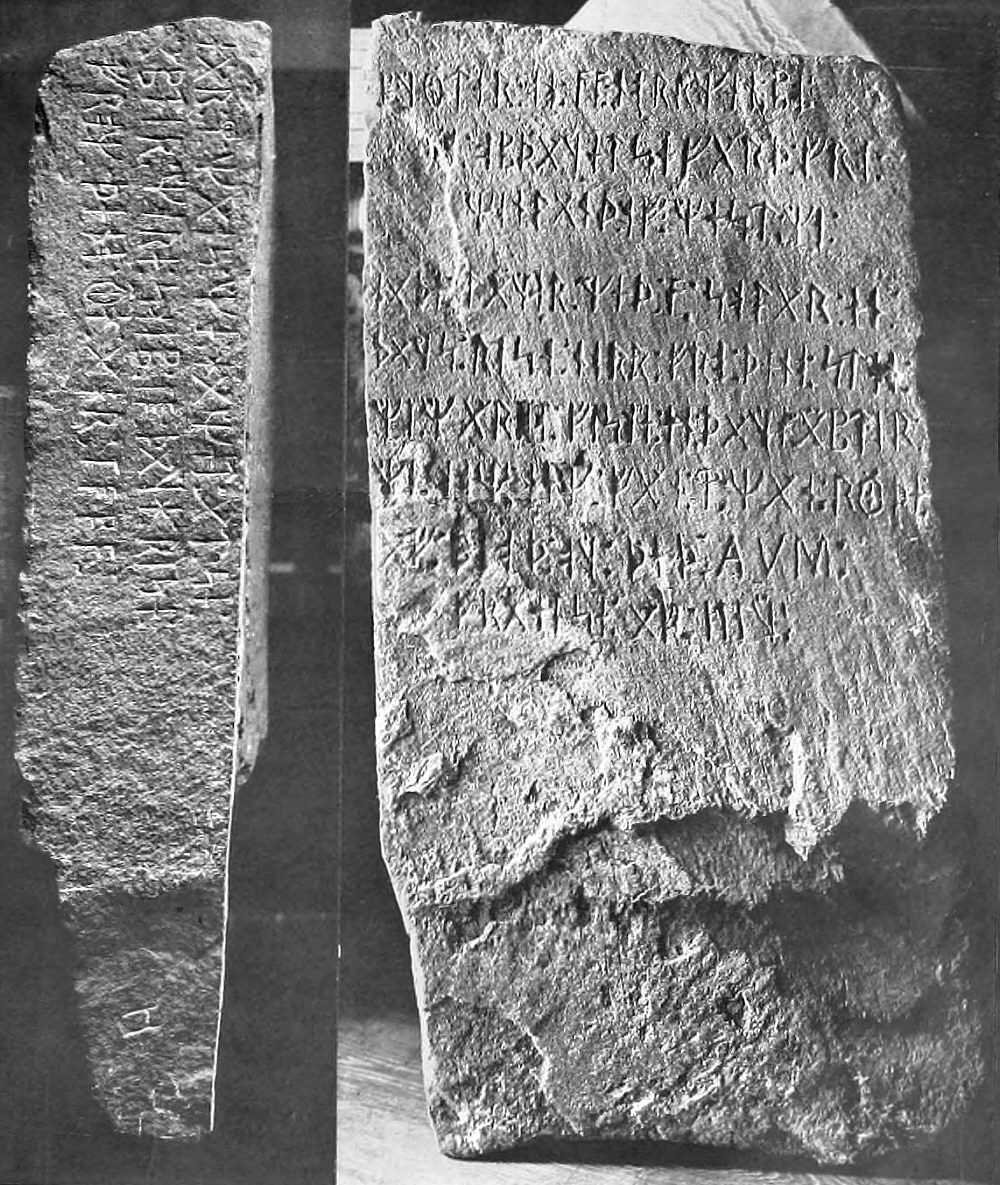
Kamień z Kensington

Kamień runiczny z Kensington (ang. Kensington Runestone) – kamienna płyta z szarogłazu pokryta znakami runicznymi. Została odkryta w roku 1898 w okolicach Kensington w stanie Minnesota w Stanach Zjednoczonych. 
Gdyby jej oryginalność potwierdziły badania, byłaby dowodem na pobyt skandynawskich żeglarzy w Ameryce Północnej w XIV wieku, na ponad sto lat przed odkryciem kontynentu przez Krzysztofa Kolumba. Specjaliści od alfabetów runicznych i lingwiści uważają płytę za fałszerstwo, do podobnych wniosków doszło też wielu archeologów badających znalezisko. Mimo tego w rejonie Kensington kamień uważany jest za atrakcję i „żyje własnym życiem”.

## Inskrypcja
Na kamieniu wyryty jest runiczny napis w języku staroskandynawskim:

8 goter ok. 22 norrmen po opdagelsefard fro vinland vest vi hade ager ved 2 : skjar en dags rise norr fro deno sten vi var ok. fiske en dagh aptir vi kom hem fan 10 man rode af blod og ded AVM fraelse af illy har 10 mans ve havet at se aptir vore skip 14 dagh rise from deno oh ahr 1362

Co w tłumaczeniu oznacza:

„Ośmiu Gotów (Szwedów) i 22 Norwegów w odkrywczej podróży z Winlandii na zachód. Obozowaliśmy przy dwóch skalistych wyspach o dzień podróży od tego miejsca. Wyruszyliśmy łowić ryby na jeden dzień. Gdy powróciliśmy znaleźliśmy dziesięciu naszych ludzi zakrwawionych i martwych. Niech Bóg nas zachowa ode złego (AVM – Ave Virgo Maria – bądź pochwalona Mario Dziewico), chroń nas ode złego”.

Na brzegu kamienia jest jeszcze napis: 

„Mamy dziesięciu ludzi nad morzem pilnujących naszych statków, 14 dni podróży od tego miejsca. Rok 1362”.

Kiedy oryginalny tekst zostaje przetranskrybowany na alfabet łaciński jego treść staje się całkiem łatwa do odczytania dla niektórych współczesnych Skandynawów. Ten fakt jest obecnie jednym z głównych argumentów przeciwko autentyczności kamienia, ponieważ jest on bardziej podobny do XIX niż XIV-wiecznych szwedzkich inskrypcji.

## Historia

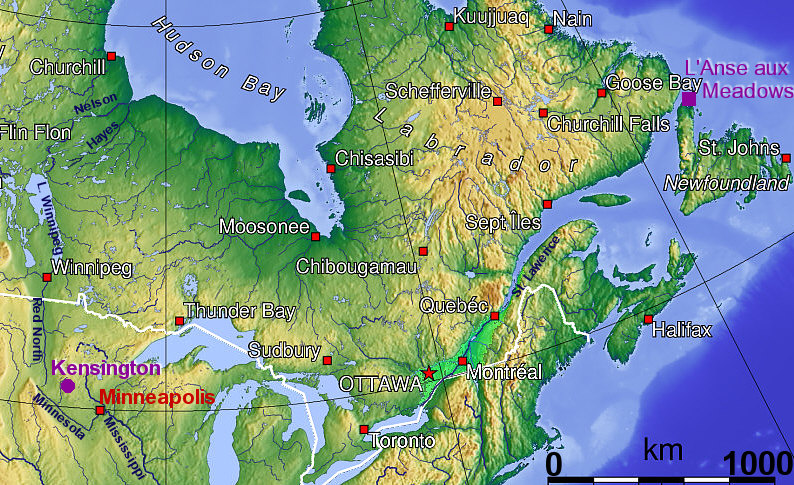
Położenie Kensington

Farmer szwedzkiego pochodzenia Olof Öhman zeznał, że znalazł kamień, gdy wycinał drzewa i usuwał ich korzenie dla przygotowania gruntu pod orkę. Kamień leżał na stoku pagórka opleciony korzeniami ok. 10-letniego drzewa. Świadkowie mówili, że niektóre korzenie były spłaszczone i ściśle przylegały do kamienia. 10-letni syn Öhmana zauważył jakieś znaki wyryte na powierzchni kamienia, co farmer uznał za jakieś indiańskie zapiski (być może kalendarz). Znalezisko miało rozmiary 76 × 41 × 15 cm i ważyło ok. 90 kg.
W czasie, gdy Öhman dokonał swego odkrycia, podróż Leifa Erikssona do Vinlandii była powszechnie znana i dyskutowana. Odżyło zainteresowanie epoką wikingów; znalezisko z Minnesoty doskonale wkomponowywało się w historię odkrycia Ameryki przez Skandynawów, którzy w XIX wieku zasiedlali obszary północnego Michigan, Wisconsin i Minnesoty. Öhman, który nie był zainteresowany w zrobieniu na odkryciu majątku, wystawił kamień w miejscowym banku, ale gdy wszyscy znani lingwiści uznali inskrypcję za fałszerstwo, zabrał go na farmę i uczynił zeń próg swej stodoły. Największym autorytetem tamtych czasów był Olaus J. Breda, profesor skandynawistyki na uniwersytecie stanowym w Minnesocie w latach 1884–1899. Nigdy nie widząc kamienia i znając jedynie przepisany z błędami tekst inskrypcji dokonał tłumaczenia, uznał za fałszerstwo i rozesłał kopie do uczonych w Szwecji i Danii. Ostatnich czterech run (daty) nikt jeszcze nie odczytał, więc uznano powszechnie, że zapis jest nieprawdziwy, bowiem Szwedzi i Norwegowie byli sobie w czasach wikingów wrogami. 
W 1907 kamień nabył za 10 dolarów Hjalmar Holand, doktorant z University of Wisconsin, który zainteresował nim innych badaczy, w tym lingwistę George’a T. Floma i geologa Newtona Horace’a Winchella. Ci wydali swoją opinię w roku 1910. Winchell na podstawie badań dendrochronologicznych oraz zeznań świadków oszacował wiek ściętego drzewa, pod którym znaleziono kamień na 30-40 lat. Ustalił także, że pobliskie tereny nie były zasiedlone do 1858 roku, a do 1867 osadnictwo na nich było mocno ograniczone z powodu wojny secesyjnej. Pojawiły się jednak pogłoski, że najlepsze ziemie w okolicy osady zostały już przed 1867 r. zajęte przez mieszaninę szwedzkich, norweskich i jankeskich osadników. Na podstawie erozji powierzchni kamienia i wyrytego na nim tekstu Winchell wywnioskował również, że liczy on co najmniej 500 lat. Z kolei Flom odkrył ewidentną rozbieżność między runami z inskrypcji a tymi których używano w XIV wieku. Podobne zastrzeżenia miał do języka, który był zbyt nowoczesny, jak na średniowieczne nordyckie języki.

## Tło historyczne
W 1354 król Magnus Eriksson wystawił dokument, na mocy którego Paul Knutson miał poprowadzić wyprawę na Grenlandię celem poznania losów normandzkich osadników, którzy od jakiegoś czasu przestali dawać znaki życia. Ekspedycja stwierdziła, że wikingów w Zachodnim Osiedlu nie ma, że musieli opuścić ją niezbyt dawno, bo żyło jeszcze parę krów, a oni sami prawdopodobnie odeszli od Kościoła, przeszli na pogaństwo i gdzieś się przenieśli. Zwolennicy XIV-wiecznego pochodzenia kamienia z Kensington sugerują, że Knutson udał się na poszukiwania renegatów do Ameryki Północnej, gdzie z zatoki Hudsona dostał się do jeziora Winnipeg i przez rzekę Czerwoną dopłynął do Minnesoty. Tam większość jego ludzi została zabita, więc zgodnie z tradycją pochowano ich z kamienną tablicą pokrytą runami, która miała upamiętniać ich walkę i śmierć.
Wiadomo, że wyprawa (zaledwie ośmiu ludzi) powróciła do Europy w roku 1363 lub 1364. Relację z wyprawy – Inventio Fortunate – sporządził uczestniczący w niej ksiądz i choć została odnotowana w kilku średniowiecznych dokumentach, nie dotrwała do naszych czasów. Dlatego też nie ma żadnych dowodów na to, że ekspedycja Knutsona kiedykolwiek udała się do Ameryki. Zwolennicy autentyczności kamienia opierali swoje przypuszczenia na skandynawskich podróżnikach, którzy rzekami przez Morze Bałtyckie pływali do Stambułu. Dlatego uznali, że wikingowie w podobny sposób mogli dopłynąć do Minnesoty. Jednakże jak zauważył już George Flom zignorowano tutaj fakt, że innych łodzi używano do podróży morskich i innych do przemieszczania się rzekami. Małe łodzie rzeczne po prostu nie nadawały się do wypraw na otwartym morzu.

## Inne poszlaki
Na brzegu jeziora Cormorant w hrabstwie Becker, przez które miała prowadzić droga wodna wikingów, odnaleziono trzy głazy z trójkątnym dziurami. Pojawiły się głosy, że bardzo przypominają one te, których używano do cumowania w XIV-wiecznej Norwegii. Kilka podobnych odnalazł również Holand niedaleko miejsca, gdzie odkryto kamień. W 1871 roku nad rzeką Czerwoną w miejscowości Climax natrafił na głęboko zakopane krzesiwo, bardzo podobne do innych norweskich krzesiw pochodzących ze średniowiecza, które przechowywane są w muzeum Uniwersytetu w Oslo.
Farley Mowat wiązał kamień z kontrowersyjnymi znaleziskami z Beardmore w Ontario, twierdząc że był on pierwotnie płytą nagrobną i został później zabrany do Kensington przez Indian. Innym artefaktem mającym dowodzić obecności wikingów w Ameryce jest tak zwany kamień runiczny Vérendrye’a. Ta niewielka płytka pokryta runami została rzekomo odkryta ok. 1730 roku przez jedną z pierwszych ekspedycji, gdy przemieszczała się wzdłuż dzisiejszej granicy Stanów Zjednoczonych i Kanady. Istnieje wiele wątpliwości co do jej autentyczności, ponieważ w dzienniku wyprawy nie ma na jej temat żadnej wzmianki, ani nawet informacji z „pierwszej ręki”. Pojawia się ona dopiero w streszczeniu rozmowy o ekspedycji dziesięć lat później.